# Elisabeth Cardis Mersch
Elisabeth Cardis Mersch (Ottawa, Canadà) és una científica epidemiòloga especialista en els efectes de la radiació. Actualment és la directora del Programa de Radiació de l'Institut de Salut Global de Barcelona a Barcelona.
El 2016 va rebre la medalla “Txernòbil – 30 anys” per part del Centre Nacional de Recerca Radiològica Mèdica i el Centre A. Tsyb de Recerca Radiològica Mèdica del Ministeri de Salut de la Federació Russa, gràcies a la seva feina en l'avaluació i mitigació de les conseqüències d'aquest l'accident nuclear.
En acabar la carrera, va fer un doctorat sobre el càncer induït per la radiació a l'Escola de Salut Pública de la Universitat de Washington, a Seattle, als Estats Units. Durant el seu doctorat, als 24 anys, va anar a fer una estada a Hiroshima, Japó. Posteriorment va treballar durant 22 anys a l'Agència Internacional de Recerca sobre el Càncer a Lió, on va coordinar estudis sobre la radiació ionitzant i no ionitzant.
El 2011 va formar part de l'equip d'expertes i experts que van participar en l'estudi Interphone, la investigació científica més completa sobre els possibles efectes cancerígens dels telèfons mòbils. L'estudi va mostrar que "la radiació mòbil és un possible cancerígen per a les persones. Actualment estudia els possibles efectes de la radiació a dosis baixes, com les degudes a exploracions mèdiques.